# Gary K. Michelson

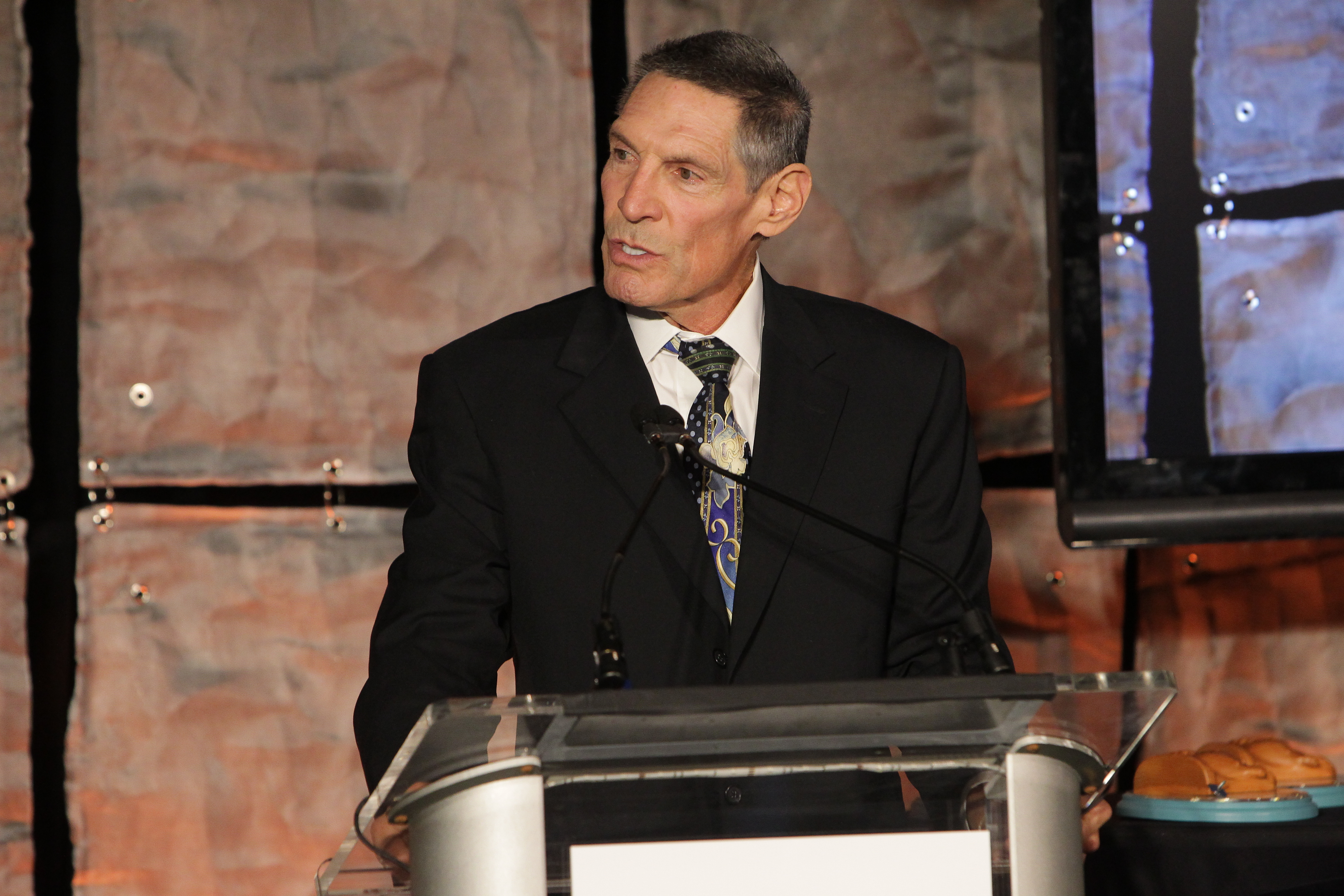
Gary K. Michelson, 2016

Gary K. Michelson (* 14. Januar 1949 in Philadelphia, Pennsylvania) ist ein ehemaliger US-amerikanischer Erfinder und orthopädischer Chirurg speziell der Wirbelsäule.
Michelson studierte an der Temple University und dem Hahnemann Medical College in Philadelphia mit dem Abschluss 1975. Er ist für zahlreiche Innovationen in der Wirbelsäulenchirurgie bekannt und hält 250 US-Patente. 2005 verkaufte er seine Patente für 1,35 Milliarden Dollar an Medtronic, mit denen er vorher in Rechtsstreit lag. Einen bedeutenden Teil seines Erlöses steckte er in gemeinnützige Stiftungen für medizinische Forschung. Unter anderem stiftete er 50 Millionen Dollar für das Michelson Center for Convergent Bioscience an der University of Southern California und gründete die Michelson Medical Research Foundation. Er spendete auch für Tiergesundheit in Los Angeles (Found Animals Foundation) und Bibliotheksprojekte (Twenty Million Minds Foundation).
2011 wurde er in die National Inventors Hall of Fame aufgenommen.